# Campionat britànic de motocròs 1958
La temporada de 1958 del Campionat britànic de motocròs, anomenat a l'època ACU Scramble Drivers' Star, fou la 7a edició d'aquest campionat, organitzat per l'ACU.

## Classificació final

### 500cc
| Posició | Pilot             | Motocicleta | Punts |
| ------- | ----------------- | ----------- | ----- |
| 1       | Dave Curtis       | Matchless   | 25    |
| 2       | Don Rickman       | BSA         | 19    |
| 3       | Arthur Lampkin    | BSA         | 17    |
| 3       | Jeff Smith        | BSA         | 17    |
| 5       | Brian Martin      | BSA         | 16    |
| 6       | Andy Lee          | BSA         | 15    |
| 7       | Derek Rickman     | BSA         |       |
| 8       | Brian Stonebridge | Greeves     |       |
| 9       | Dave Bickers      | Greeves     |       |
| 10      | Ron Langston      | Ariel       |       |

1. ↑  Arthur Lampkin i Jeff Smith empataren a punts en la tercera posició